# ویکریل

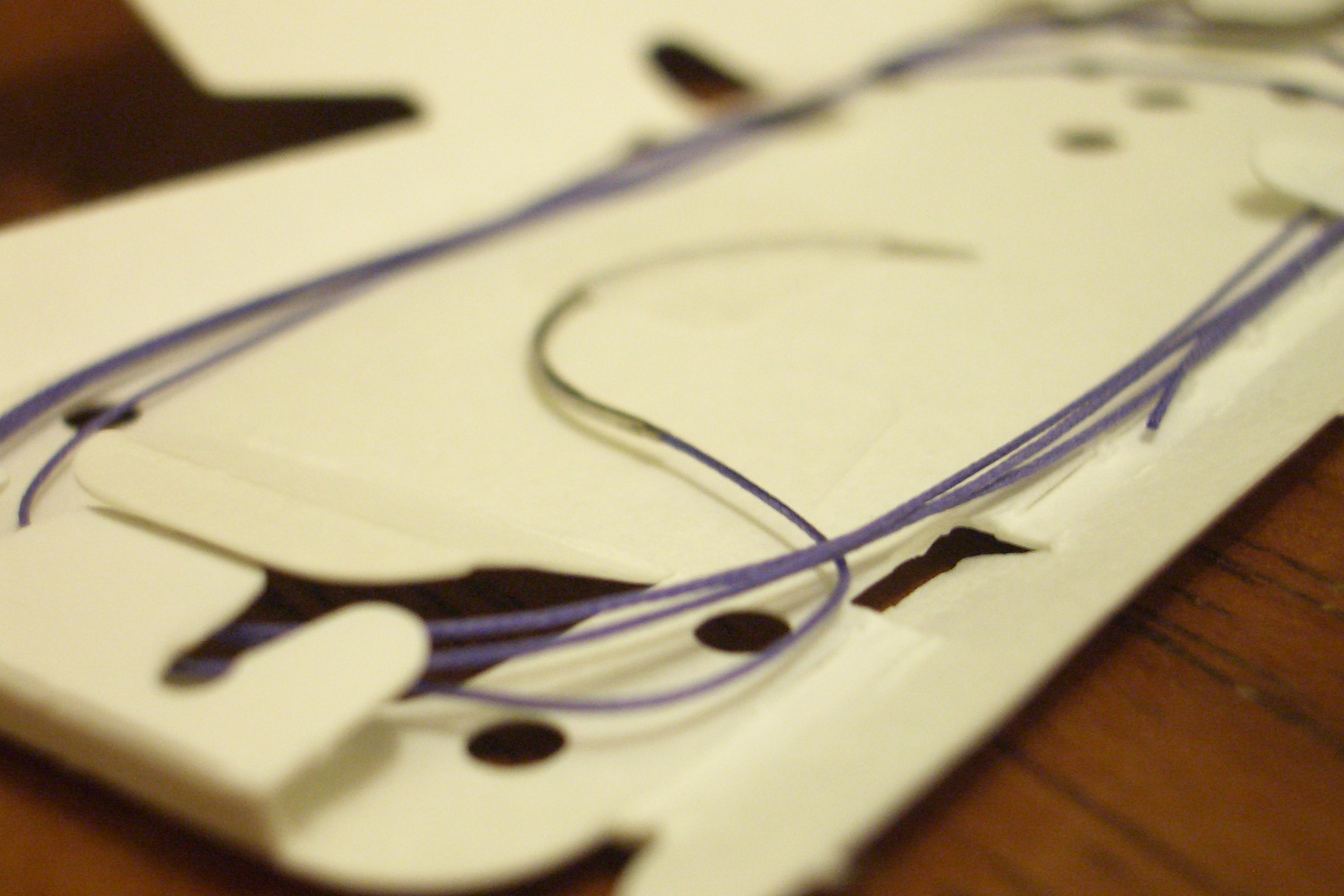
نخ بخیه ویکریل

ویکریل (پلی گلاکتین ٩١٠) (به انگلیسی: Vicryl) نوعی نخ بخیه قابل جذب مصنوعی می‌باشد.

## نگارخانه

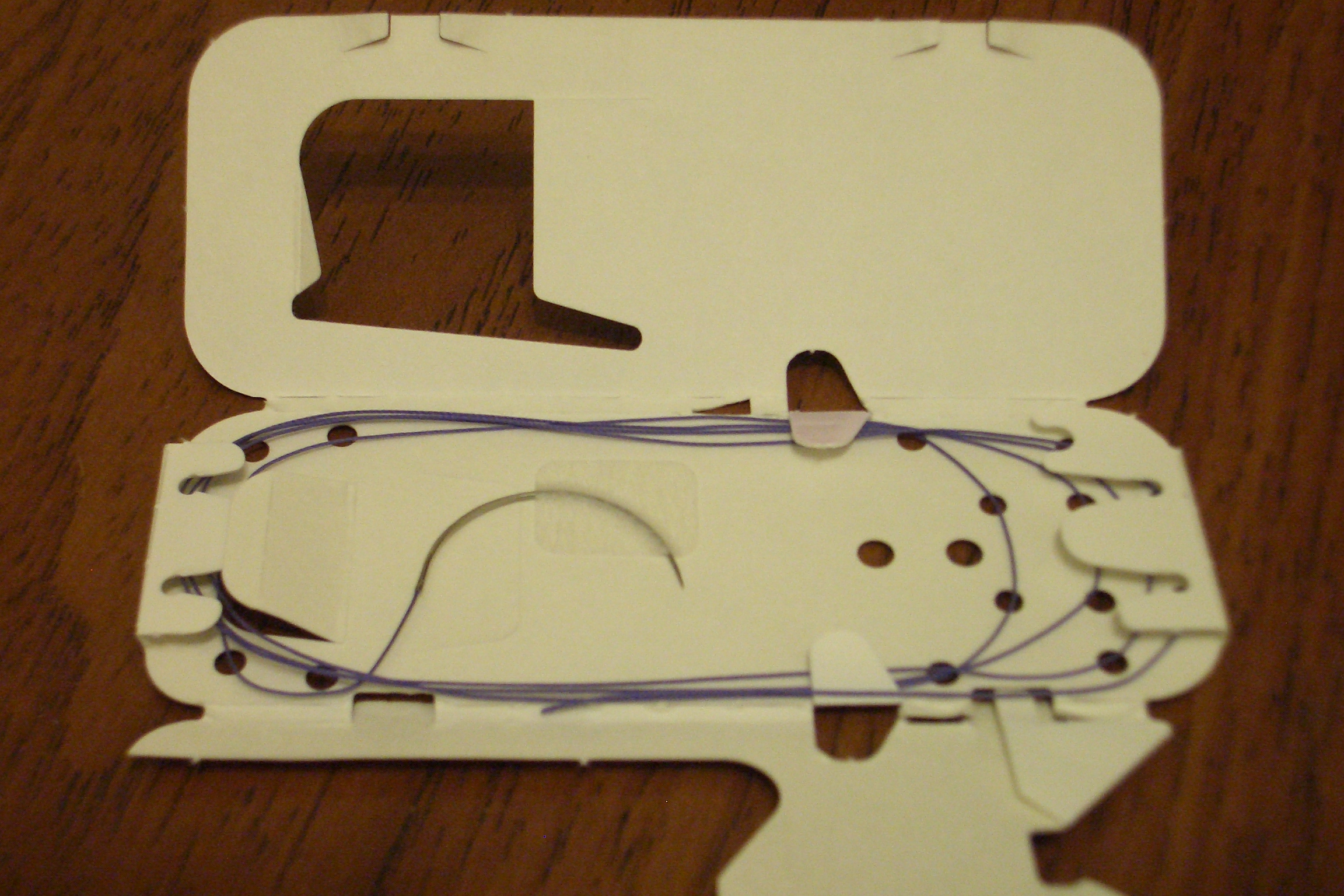
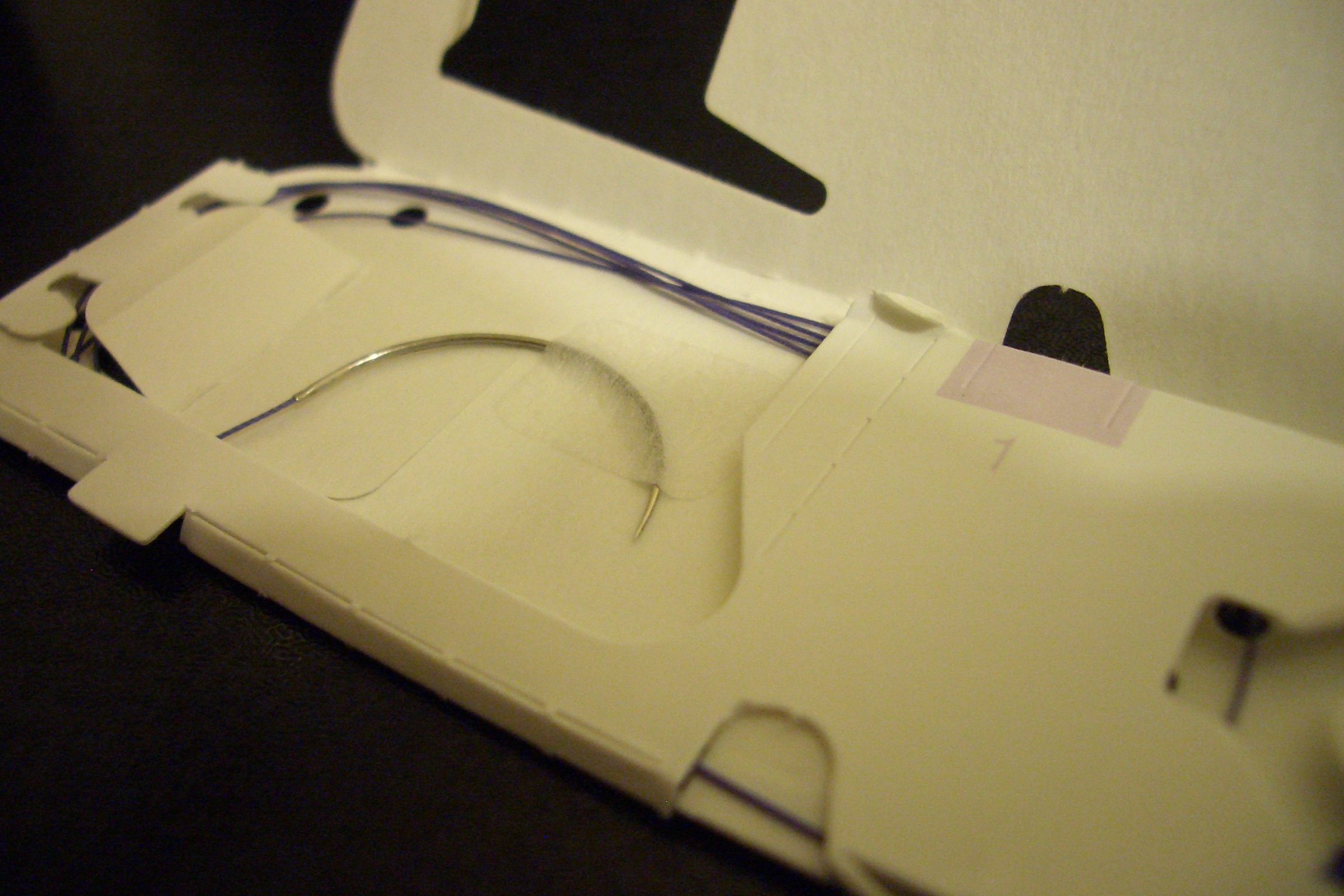

## خصوصیات
- حمایت بافتی آن ٤ هفته میباشد.

## کاربرد
- بافتهای نرم و بستن عروق
- جراحی های چشم و چشم‌پزشکی
- آناستوموز معدی-روده‌ای
- بستن ساب کوتیکولار پوست و فاسیا